# Bucklin (Missouri)
Bucklin – miasto w Stanach Zjednoczonych, w stanie Missouri, w hrabstwie Linn.